# Arzachel (album)
Arzachel – jedyny album studyjny brytyjskiej grupy rockowej Arzachel (wcześniej Uriel). Został nagrany w czerwcu w Denmark Street Studios w Londynie i wydany w lipcu 1969 roku przez wytwórnię Evolution. Nakład wynosił 1000 egzemplarzy.
Nagrany podczas jednej sesji w Londynie i wydany w niewielkiej liczbie egzemplarzy, stał się rzadkim przedmiotem kolekcjonerskim. W 1994 roku album został zremasterowany na CD przez wytwórnię Drop Out Records.
Na reedycji Egg Archive z 2007 roku, firmowana pod nazwą Uriel, dodane są niepublikowane utwory zespołu.

"Nie mam zbyt wielu wspomnień z samego nagrania. Mieliśmy kilka dni prób, a potem nagraliśmy to w ciągu jednego dnia w małym studiu. Byłem wystarczająco szczęśliwy, że zdobyłem trochę doświadczenia w nagrywaniu w profesjonalnym studiu. Poza tym, w tamtym czasie nie uważałem tego za coś wielkiego. Być może właśnie to beztroskie podejście sprawiło, że płyta jest dobra. (...) To wszystko było robione bardzo szybko. Każdy z nas przyszedł z jednym lub dwoma podstawowymi pomysłami na utwory i zostały one szybko rozwinięte podczas wspólnych prób. Nie mieliśmy pojęcia, że ta płyta będzie jakimkolwiek trwałym sukcesem. Przy dłuższych utworach było sporo jamowania w studio, ale wszystko zostało nagrane w jednym lub dwóch ujęciach."

## Lista utworów

### Wydanie oryginalne (Evolution Z 1003, 1969)[4][5][6][1][7][8]
Strona A
| Nr | Tytuł utworu                                            | Muzyka                                                 | Długość |
| -- | ------------------------------------------------------- | ------------------------------------------------------ | ------- |
| 1. | „Garden Of Earthly Delights”                            | Philip Rosseter, Martin Shaw (aranżacja Mont Campbell) | 2:47    |
| 2. | „Azathoth”                                              | Cambell, Dave Stewart                                  | 4:25    |
| 3. | „Soul Thing (Queen Street Gang Theme)” (instrumentalny) | Keith Mansfield (aranżacja Campbell)                   | 4:29    |
| 4. | „Leg”                                                   | Steve Hillage, Antony Vinall                           | 5:45    |
|    |                                                         |                                                        | 17:26   |

Strona B
| Nr | Tytuł utworu                      | Muzyka                                   | Długość |
| -- | --------------------------------- | ---------------------------------------- | ------- |
| 1. | „Clean Innocent Fun”              | Hillage, Vinall                          | 10:31   |
| 2. | „Metempsychosis” (instrumentalny) | Clive Brooks, Campbell, Hillage, Stewart | 16:51   |
|    |                                   |                                          | 27:22   |

### Utwory dodatkowe (Egg Archive CD69-7201, 2007)[11][12][13]
| Nr | Tytuł utworu                                                            | Muzyka                            | Długość |
| -- | ----------------------------------------------------------------------- | --------------------------------- | ------- |
| 1. | „Introducing The Bass Guitarist” (Kenia, 1961)                          | (brak) Campbell                   | 0:21    |
| 2. | „Egoman” (nagranie demo z 1968)                                         | Campbell                          | 4:12    |
| 3. | „Swooping Bill” (nagranie demo z 1968)                                  | Stewart                           | 3:19    |
| 4. | „The Salesman Song” (nagranie demo z 1968)                              | Campbell                          | 2:56    |
| 5. | „Saturn, The Bringer Of Old Age” (nagranie demo z 1968, instrumentalny) | Gustav Holst (aranżacja Campbell) | 3:45    |
| 6. | „The Stumble” (fragment utworu na żywo, 1968)                           | Freddie King                      | 0:46    |
|    |                                                                         |                                   | 15:19   |

- Utwory 1-6: album Arzachel, nagrano w Denmark Street, Londyn (czerwiec 1969)[11]
- Utwór 7 został nagrany w Kenii w 1961 roku przez rodziców Monta Campbella[11]
- Utwory 8-10: dema nagrane w Studio 19, Gerrard Street, Londyn (w późnym 1968 roku / wczesnym 1969)[11]
- Utwór 11 nagrany w Demo Studio, Holland Park (maj 1968)[11]
- Utwór 12 nagrany na żywo w Upton House School, Hackney (około w czerwcu 1968 roku)[11]

## Twórcy
- Njerogi Gategaka (Mont Cambell) – gitara basowa, śpiew (1, 2, 8, 9, 10), głos (7)
- Basil Dowling (Clive Brooks) – perkusja
- Simeon Sasparella (Steve Hillage) – gitara, śpiew (1, 2, 4, 5) (utwory 1-6, 11, 12)
- Sam Lee-Uff (Dave Stewart) – organy
- Peter D. Wicker – produkcja